# Monte Cingla
Il monte Cingla è una montagna delle Prealpi Bresciane e Gardesane appartenente al gruppo del Pizzocolo-Zingla-Manos e con le sue due cime raggiunge i 1.669 m.s.l.m.
Situato nel territorio comunale di Valvestino e di Bondone fa parte del Parco Alto Garda Bresciano e della Valle del Chiese e l'accesso alla vetta principale, con quella della Rocca Pagana di Magasa, è considerata tra i più difficili tra tutte le vette del Parco. Il record di numero di salite effettuate spetta a un alpinista della Società degli alpinisti tridentini di Bondone con 63 ascese compiute negli ultimi decenni del 1900.

## Origine del nome
Il toponimo deriverebbe, secondo alcuni, dal latino "cingulum" che significa cintura o cingolo e identificherebbe così una striscia di terra che contorna una rupe o una cengia o ancora un ripiano erboso fra i dirupi. Dello stesso significato sono il monte Cingla a Vobarno, il monte Zingla situato più a sud, il monte Cingolo Rosso che sorge a sud ovest sul suo pendio, Cima Cingla in Val di Ledro alta 1655 m. e La Cingla nel comune di Caderzone Terme nel Parco dell'Adamello-Brenta sempre nel Trentino sud occidentale.

## Descrizione
Il monte è costituito da un'aspra cresta rocciosa dolomitica con due cime della stessa altezza distanti fra loro poche decine di metri. Sulla cima posta a sud occidente nel 1989 è stata collocata una croce alta oltre 3 metri a cura degli alpinisti della SAT di Bondone e alla sua base vi è collocato in un contenitore il libro di vetta mentre su quella a nord est vi è infisso un palo con due assi incrociate.

## "Una delle 150 cime della memoria"
L'iniziativa "150 Cime" è stata una manifestazione nazionale ideata nel 2021 nell’ambito delle celebrazioni del 150º anniversario della costituzione del Corpo degli Alpini, 1872-2022, e organizzata dal Comando truppe alpine di Bolzano insieme all’Associazione Nazionale Alpini (ANA). Essa prevedeva una serie di manifestazioni ed eventi culturali, sportivi e militari che, nell’arco di un anno, dal 15 ottobre 2021, portarono alla celebrazione finale, che si tenne nel capoluogo campano di Napoli il 15 ottobre 2022. Essa impegnò oltre 1600 militari delle Truppe Alpine dell’Esercito e alpini in congedo compiere centocinquanta ascensioni su tutto l’arco alpino e appenninico. Tra le cime di difficoltà variabile riservate ai soli militari figuravano il Monte Bianco, il Cervino, il Gran Paradiso, il monte Rosa, monte Matto, Punta Roma, Punta Udine, monte Argentera, il Gran Sasso, il Grignone, Cima Libera, lo Chaberton, il Monviso, la Tofana di Rozes e molte altre, per un totale di circa 160 mila metri di dislivello positivo totale e dieci regioni-province autonome coinvolte. Nel bresciano furono individuate tra le tante le cime del Dosso Alto, di Punta Auccia (2212 msl) in Val Trompia, monte Ario (1756 msl), Pes dela Ocia (2212 msl) sul Maniva, dell'Adamello, di monte Bestone (917 msl) e del monte Cingla.
Nella mattina del 1º ottobre del 2022 le sezioni Montesuello di Salò, di Brescia, di Capovalle, di Treviso Bresciano, di Sabbio Chiese, del Gruppo di Baitoni di Storo, di Bondone, di Anfo e di Zanano di Sarezzo dell'Associazione Nazionale Alpini scalarono la cima. La cerimonia in vetta con la lettura della preghiera dell’alpino, il rilascio dei fumogeni tricolore, la posa della targhetta con scritto: "Per non dimenticare e invocando la pace tra i popoli nel 150° della fondazione del Corpo degli Alpini" e la cerimonia dell’alzabandiera volle ricordare quanti nei due conflitti mondiali sacrificarono la loro vita per la Patria.

## Storia

### La Grande Guerra. Il bastione fortificato della Val Vestino
Nel maggio del 1915 allo scoppio della prima guerra mondiale iniziò l'avanzata nella Valle delle Giudicarie del Regio esercito italiano e il giornalista Luigi Barzini, al seguito della truppa, scrisse che: "Il 62º Reggimento fanteria della Brigata Sicilia si diresse vo Bondone e Bocca di Valle, mentre il 7º Reggimento bersaglieri si insediava verso Bocca Cablone".
Presidiato il territorio, nei mesi successivi 500 operai militari e civili agli ordini degli ufficiali del Genio militare iniziarono i lavori di fortificazione di tutto il sistema montuoso del gruppo Cingla-Tombea-Caplone che durarono fino al 1918. Da nord scendendo a sud, Bocca di Campei, Bocca di Cablone, Bocca di Valle e la vicina Bocca Cocca a Moerna, le quattro Bocche della Val Vestino, costituivano le zone di accesso della Terza Linea di Difesa arretrata del Regio esercito italiano con quella Valsabbina, ma in special modo dell'Alto Garda e delle Giudicarie, la Seconda e Prima linea di Difesa. A Bocca Cablone arrivava la carrareccia Militare da Magasa per Bondone che proseguiva sul ridosso della Cima Tombea per ridiscendere a Bocca Campei con tornanti vertiginosi verso Bocca di Lorina e il Tremalzo. Da Bocca Cablone partiva anche la rotabile verso i capisaldi di Cima Spessa e Dosso dell'Orso, posti a sentinella delle Giudicarie.
Il Genio militare costruì una mulattiera attrezzata con passerelle e gallerie attraverso la cresta rocciosa del monte Cortina verso Bocca di Valle dalla lunghezza di 3,300 chilometri, larga 1,50 metri e del monte Cingla verso Bocca Cocca, per raccordarsi alla linea difensiva valsabbina del monte Stino e Valledrane ma non provvide al collegamento carrozzabile di Bocca di Valle con Bondone e Premaus, in quanto il Comando militare non lo ritenne di importanza primaria rispetto alle nuove esigenze strategiche della Terza linea di difesa arretrata.
La mulattiera militare costituì una parte dello spalto fortificato del monte Cingla-monte Tombea-monte Caplone che comprendeva le quote più elevate dell'Alto Garda (Monte Caplone, 1976 m.) e costituiva un baluardo naturale lungo il quale furono dislocate numerose batterie di artiglieria protette da una cinta di trincee avvantaggiate dalla parete nord pressoché verticale.
Tra il caposaldo del monte Cortina e la Bocca di Campei erano dislocate non meno di dieci batterie, supportate da quattro osservatori e appoggiate da riservette e appostamenti. Si stima una presenza di almeno 2-3000 uomini tra artiglieri, fanti e servizi logistici, con le conseguenti esigenze di approvvigionamento.
Oltre alla strada fu infatti realizzato uno dei più importanti tronconi di teleferica del settore che con uno sviluppo di circa 1300 m. valicava il dislivello dalla località Pelaster (1280 m) alla stazione blindata sul Dosso delle Saette (1880 m), il manufatto più notevole nel suo genere in tutto il settore gardesano. Lungo la strada, numerosi ricoveri ipogei conservano tracce delle armature in legname, mentre presso il crinale, raggiunto da bretelle carreggiabili ancora riconoscibili, si individuano i massicci terrapieni delle piazzole dei cannoni da 149 mm, dei mortai da 210 mm. e nidi di mitragliatrici.
Il Comando Militare fece anche iniziare i lavori per una carreggiabile Toscolano–Molino di Bollone. La costruzione di quest’ultima strada, che avrebbe potuto costituire un’importante stimolo per l’economia della valle, fu però affidata ai prigionieri di guerra e non fu completata. La necessità di costruire un nuovo sistema viario venne anche sfruttato dal Regno d'Italia con finalità politiche volte volte a fare dimenticare il relativo abbandono in cui erano state tenute fino ad allora le popolazioni locali dall'Impero austro-ungarico. In questa volontà già tenuta in considerazione dalle autorità militari, intervennero spesso i politici e le comunità locali che facevano pressione si progettisti del Genio militare dell'esercito per raggiungere un territorio più che un altro. Nella realizzazione della strada che doveva collegate Toscolano con Ponte Caffaro passando per la Val Vestino, per rifornire la Terza linea di difesa arrestata di Magasa, Valvestino e Capovalle le ingerenze politiche furono pressanti che alla fine il Comando militare richiamò al rispetto dei ruoli le autorità locali e operò in autonomia. Nell'ultimo anno di guerra, nel 1918, si susseguirono gli avvicendamenti dei reparti, dal 28 marzo al 4 aprile, la Brigata "Lario" si spostò nella zona tra il lago d'Idro e quello di Garda; il 233º Reggimento fanteria si accantonò a Capovalle, Moerna, Storo e Tremalzo; il 234º Reggimento fanteria tra Sarmerio e Vesio a Tremosine, meno il II battaglione che si trasferì ad Anfo. In queste località i reggimenti atteserono alacremente a lavori di rafforzamento e mantenimento delle linee arretrate. Il 21 aprile il II Battaglione del 234º Reggimento si accantonò a Gardòla. Dal 23 al 27 la brigata si schierò in val di Ledro e la Brigata "Lario" assunse la difesa anche della zona di "Passo di Nota".

## Natura
Le pendici del monte furono erborizzate nella metà dell'Ottocento dal botanico Pietro Porta e nel 1941 dal sacerdote Filiberto Luzzani. Difatti in questo luogo è stata rinvenuta nel 1853 la presenza della specie Daphne petraea Leybold, che appunto prende il nome dal botanico altoatesino Friedrich Leybold, suo scopritore. Il monte è ricco di risorse naturali costituite da boschi e prati che ricoprono tutti i versanti.

## Accessi
Le due vette del monte, di uguale altezza, sono raggiungibili nella sua sommità attraverso un sentiero per escursionisti esperti attrezzati (EE/A), a tratti esposto e ripido, attrezzato in alcuni passaggi critici con cordini di acciaio e corda dagli alpinisti della SAT di Bondone. Esso si snoda da est in circa 6 chilometri partendo dal parcheggio di Moerna passando da Bocca Cocca e salendo lungo la mulattiera militare lungo le pendici del monte Bezplel fino alla vetta in circa tre ore di cammino o a sud dal Cingolo Rosso-Monte Calva salendo da Bondone sempre in ripida salita.

## Panorama
Nei giorni sereni si gode un panorama eccezionale; a nord il Monte Caplone, Monte Tombea, Monte Adamello, Presanella, Carè Alto, Dolomiti di Brenta; a est Cima Rest, Cima Gusaur, Monte Camiolo, Monte Baldo; a sud Monte Pizzocolo, Monte Vesta, Monte Carzen, Monte Manos; a ovest Monte Stino, Monte Guglielmo, le Piccole Dolomiti Bresciane, Cornone di Blumone, i laghi di Garda, d'Idro, di Valvestino e gli Appennini.

## Galleria d'immagini

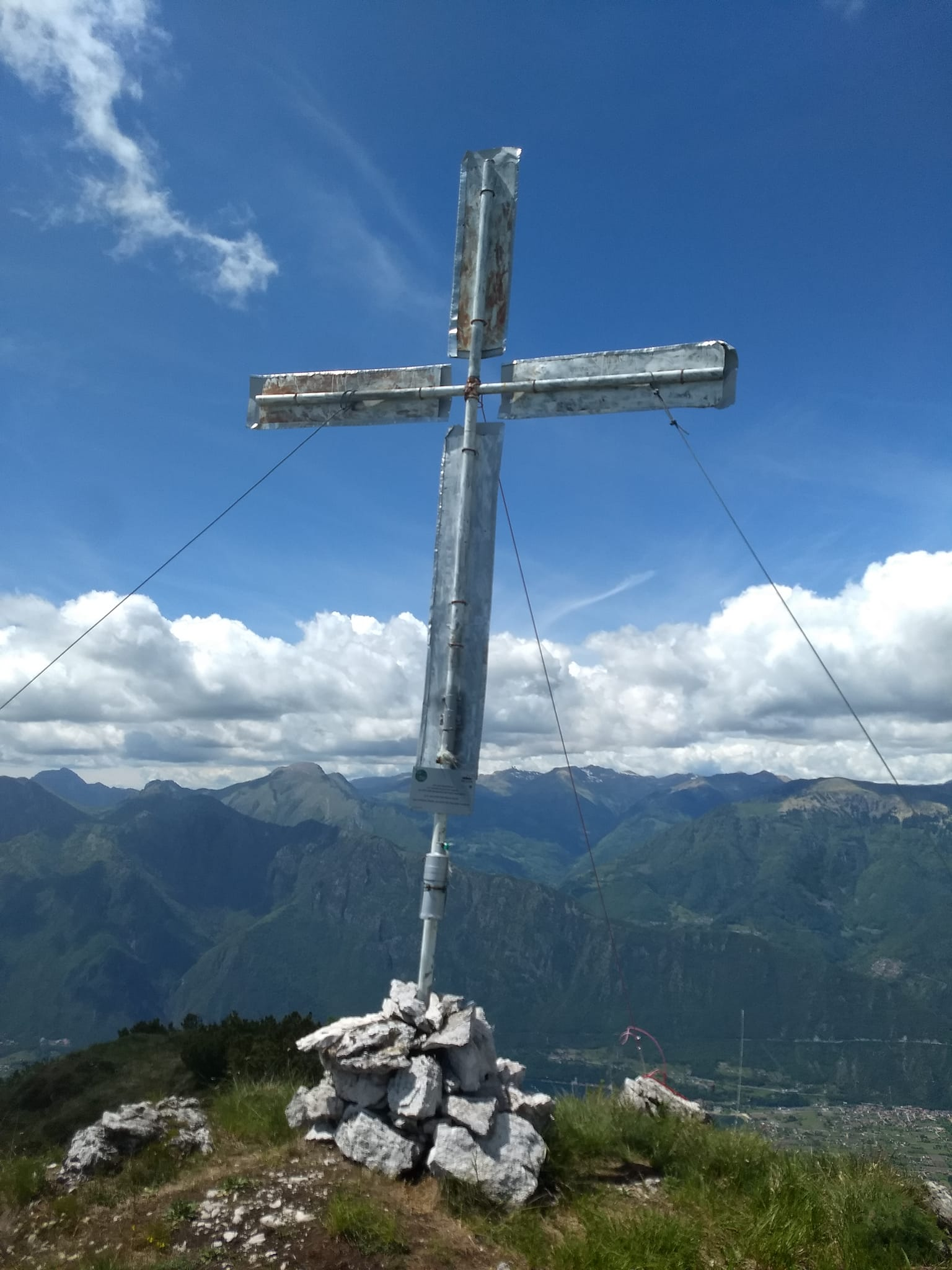
La croce di vetta del monte Cingla e il contenitore del diario di vetta
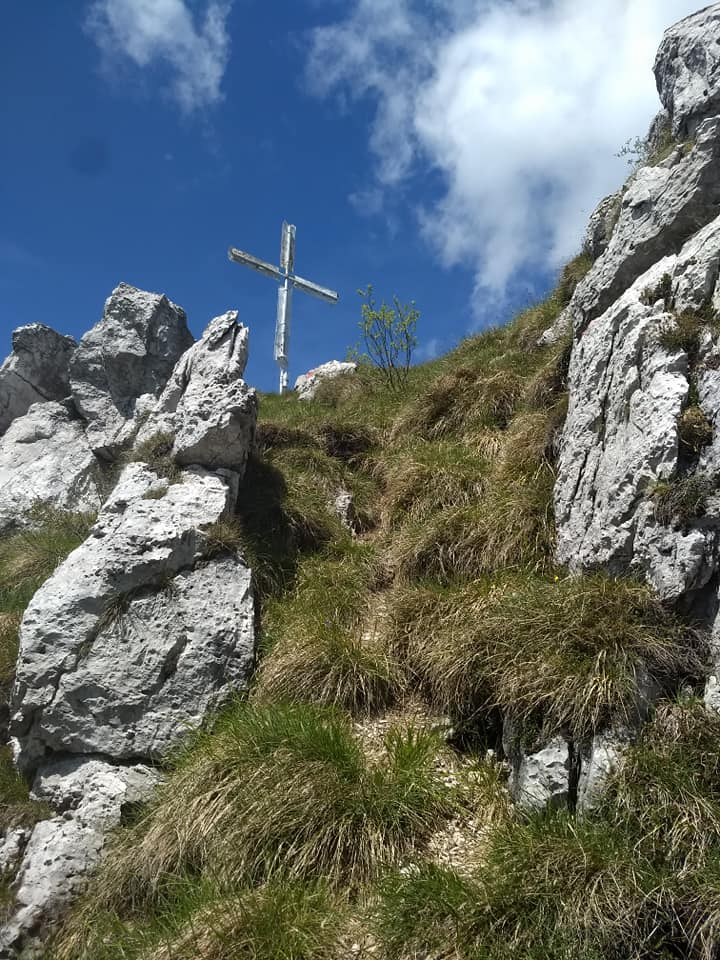
La croce di vetta del monte Cingla
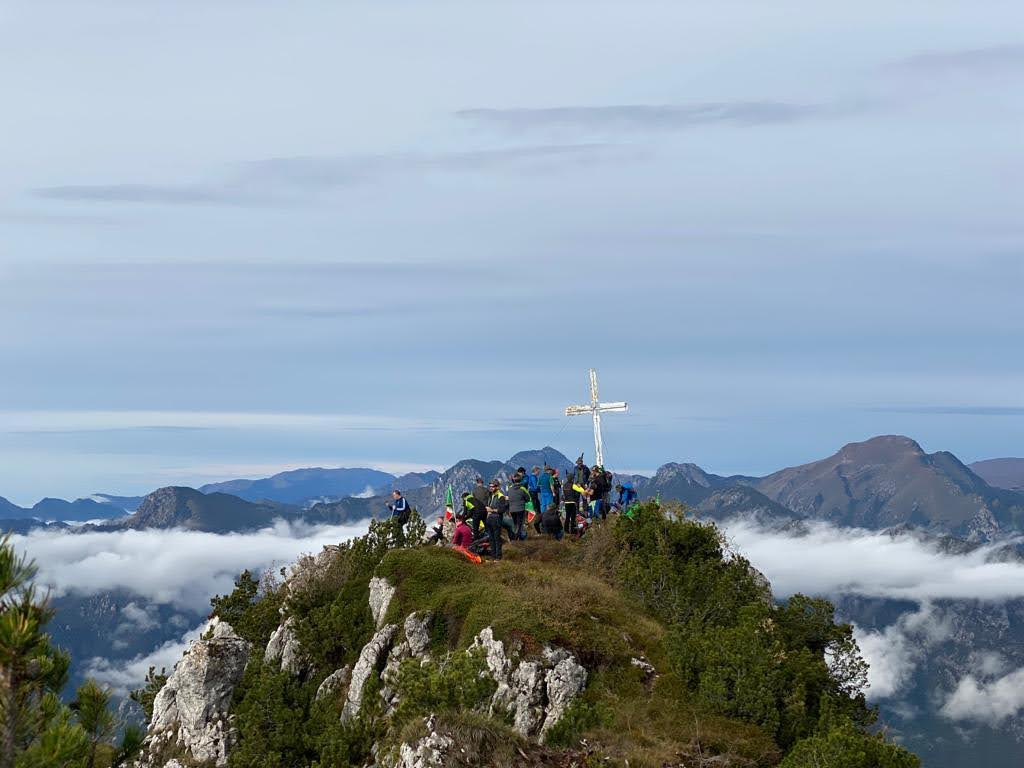
1 ottobre 2022, gli alpini sulla vetta a ricordo dei 150 anni della fondazione del Corpo
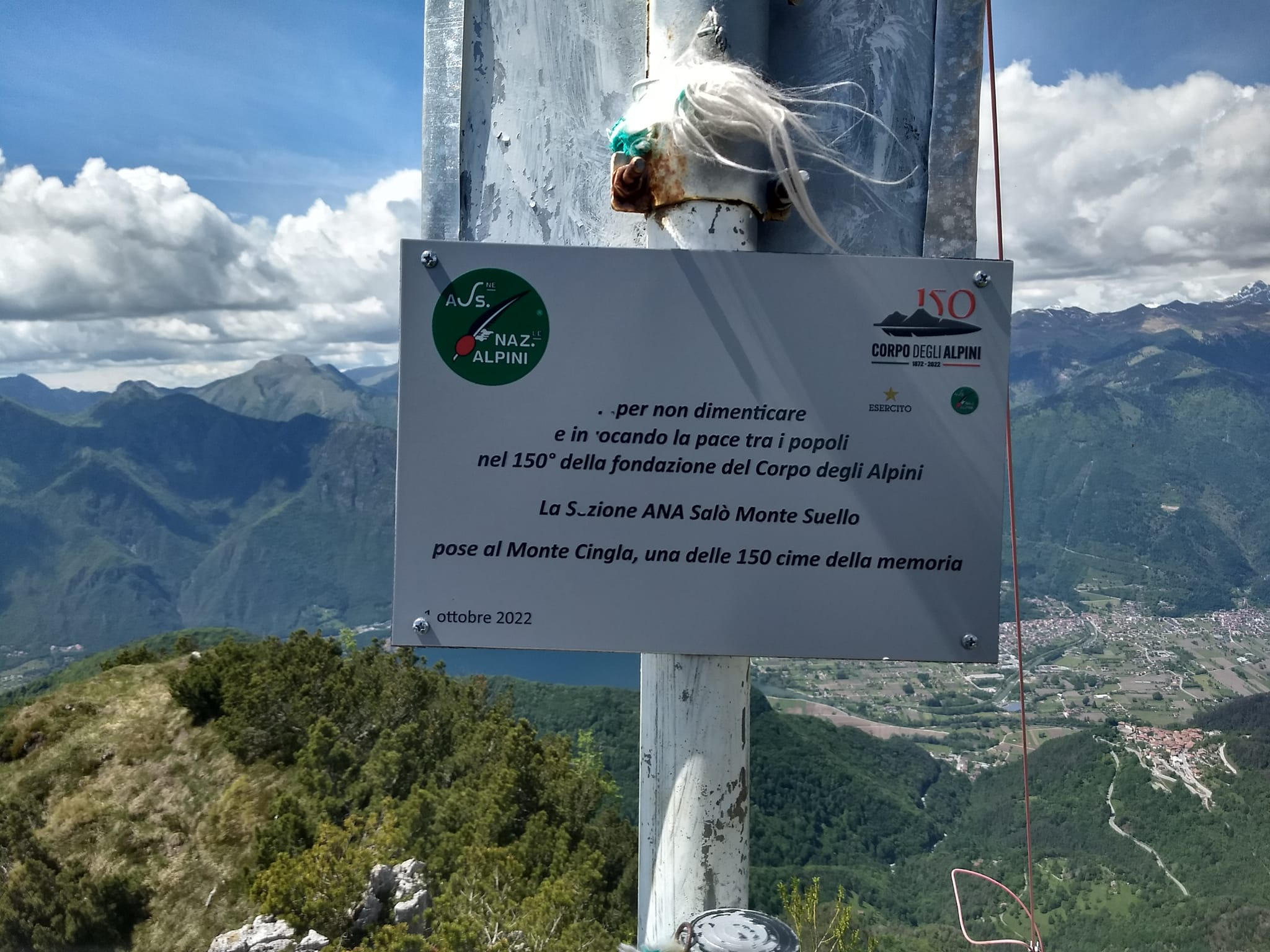
La targhetta posta nel 2022 dagli alpini bresciani e trentini a ricordo dei 150 anni dalla fondazione del Corpo
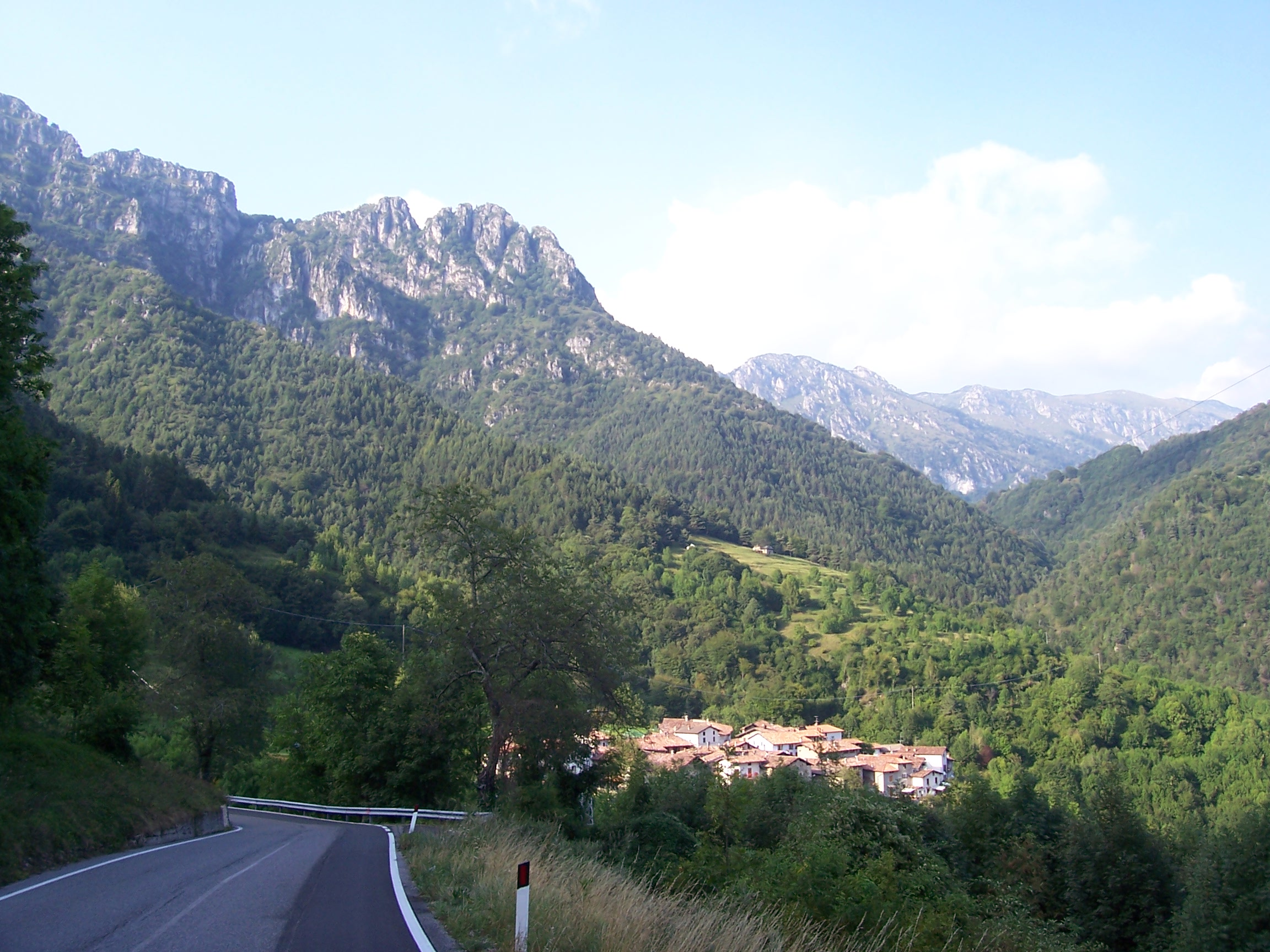
Cima Pase ripresa da Persone di Valvestino
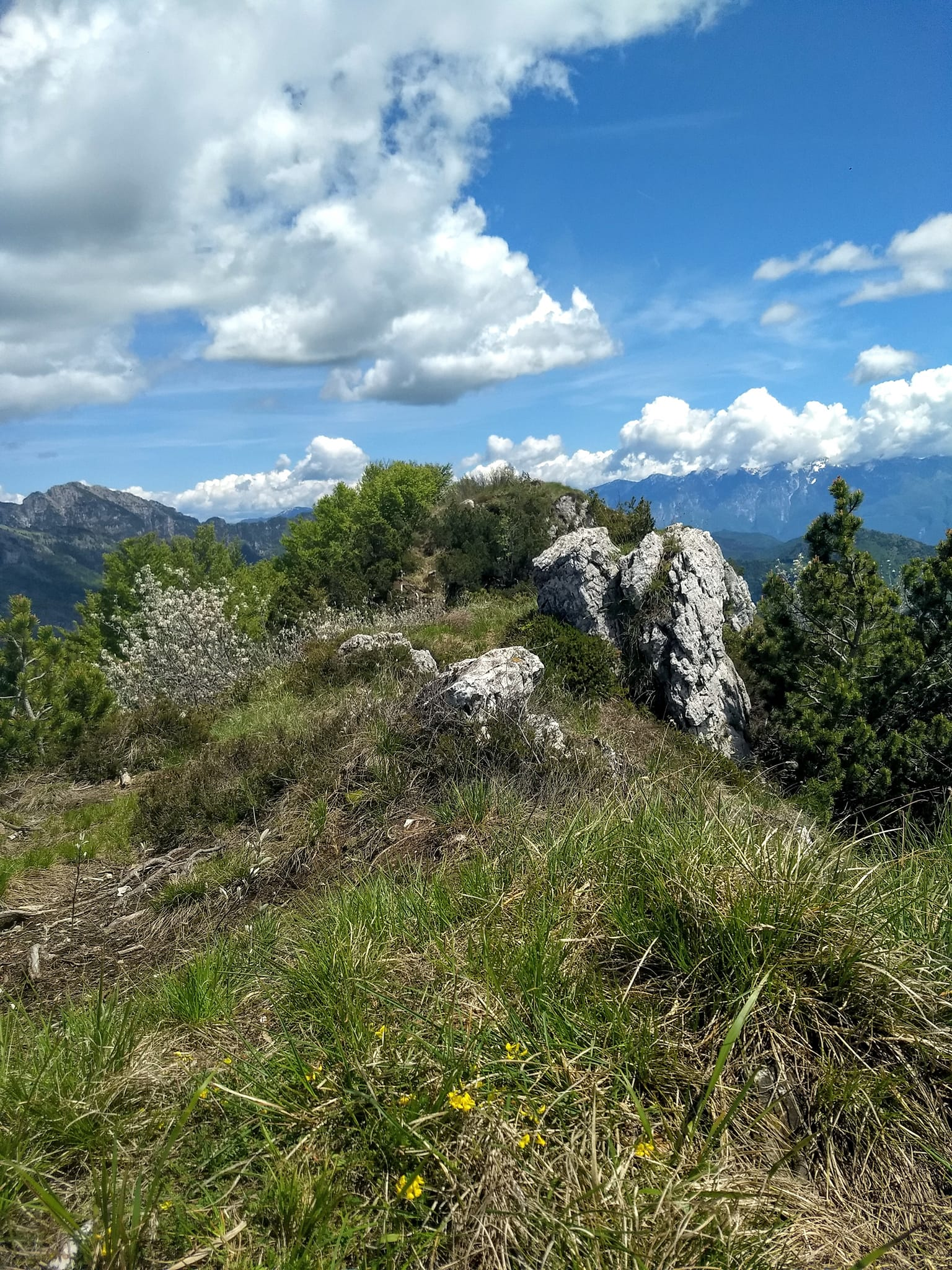
La vetta del monte Cingla, oltre la seconda vetta della stessa altezza sormontata da un a croce di legno
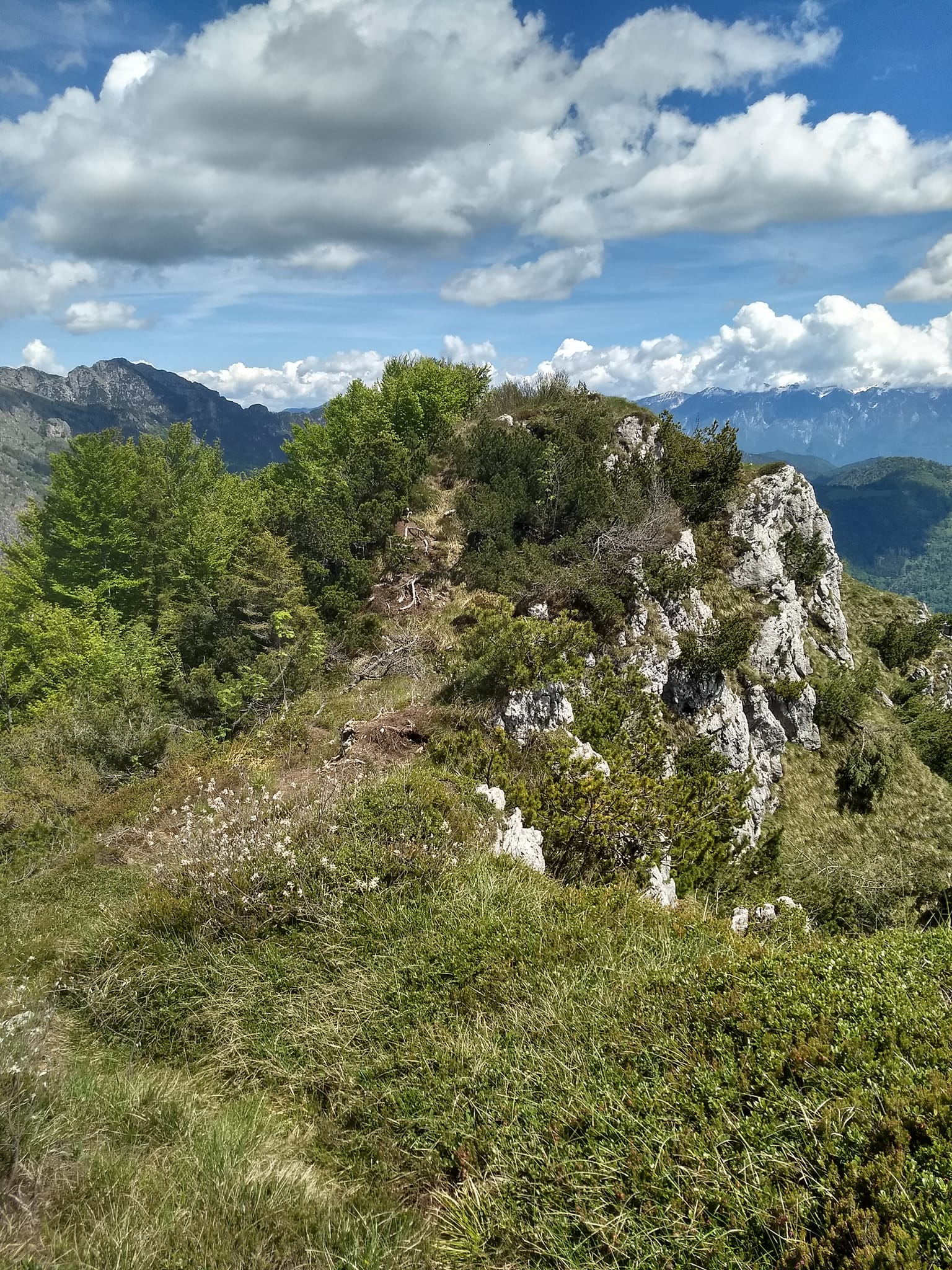
La seconda vetta del monte Cingla
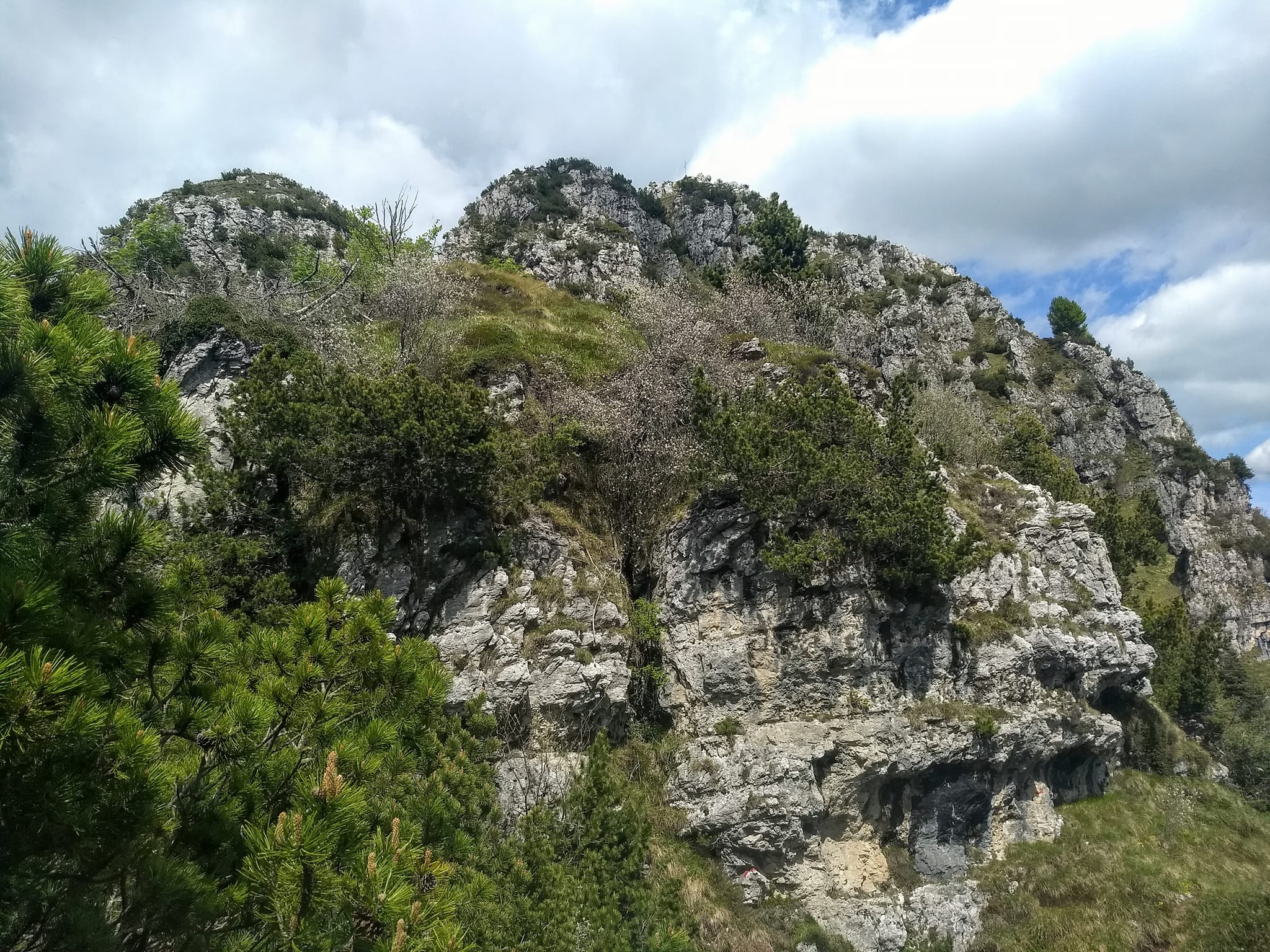
La vetta del monte Cingla
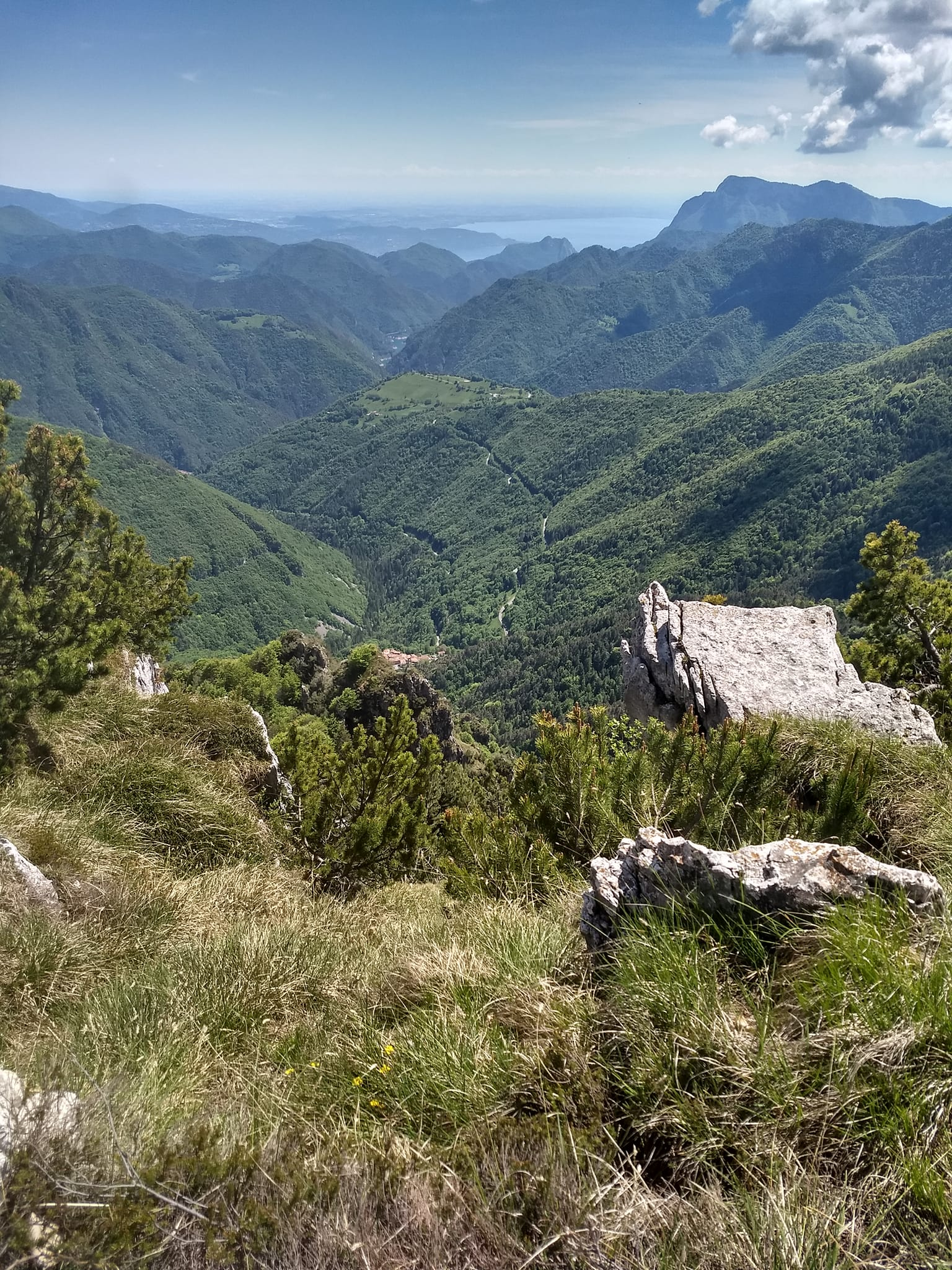
Vista della Val Vestino dalla vetta del monte Cingla
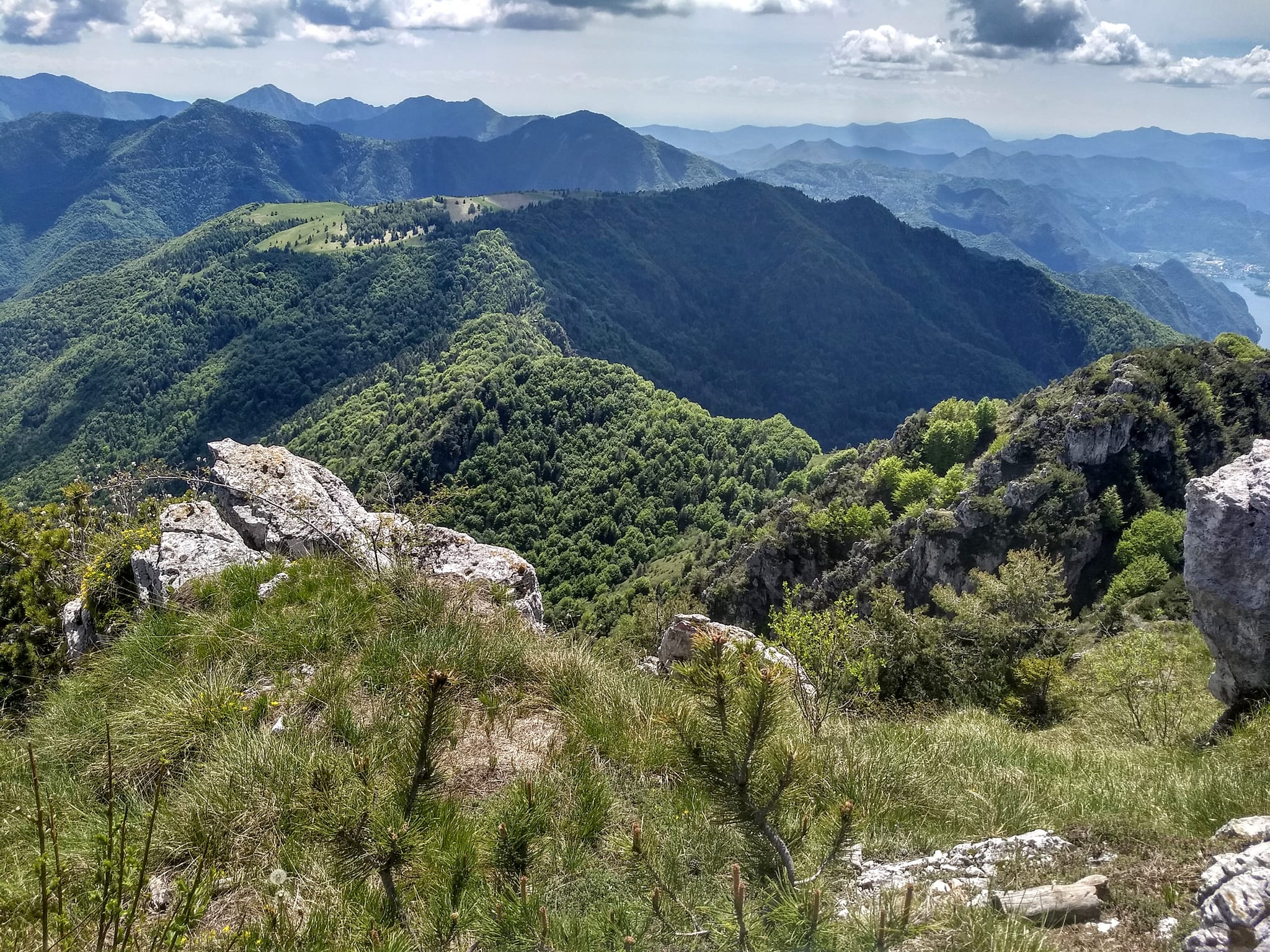
Vista del monte Stino dalla vetta del monte Cingla
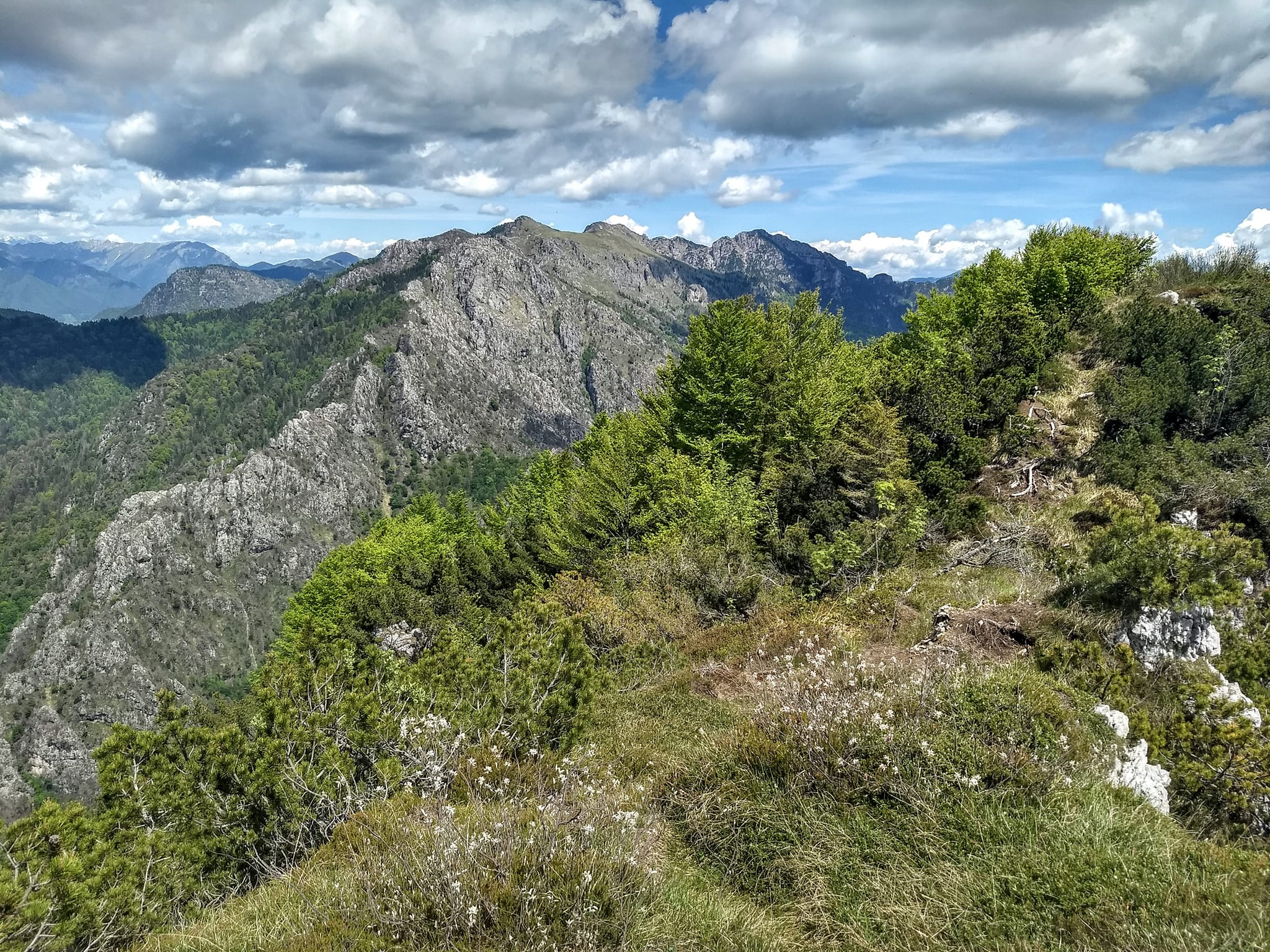
Vista dal monte Cingla, il monte Tombea e il monte Caplone
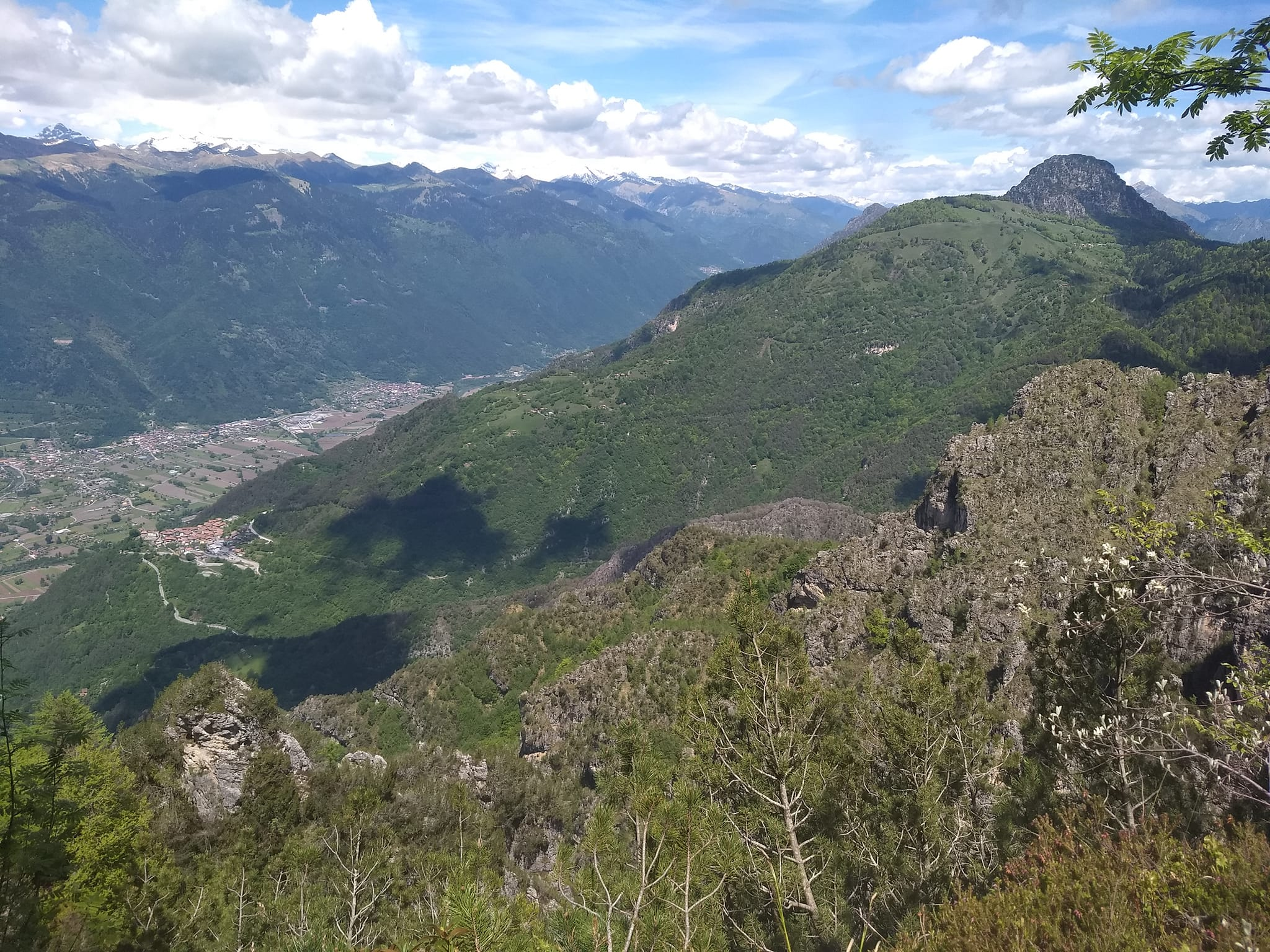
Vista dal monte Cingla, la valle del Chiese, Bondone e Cima Spessa
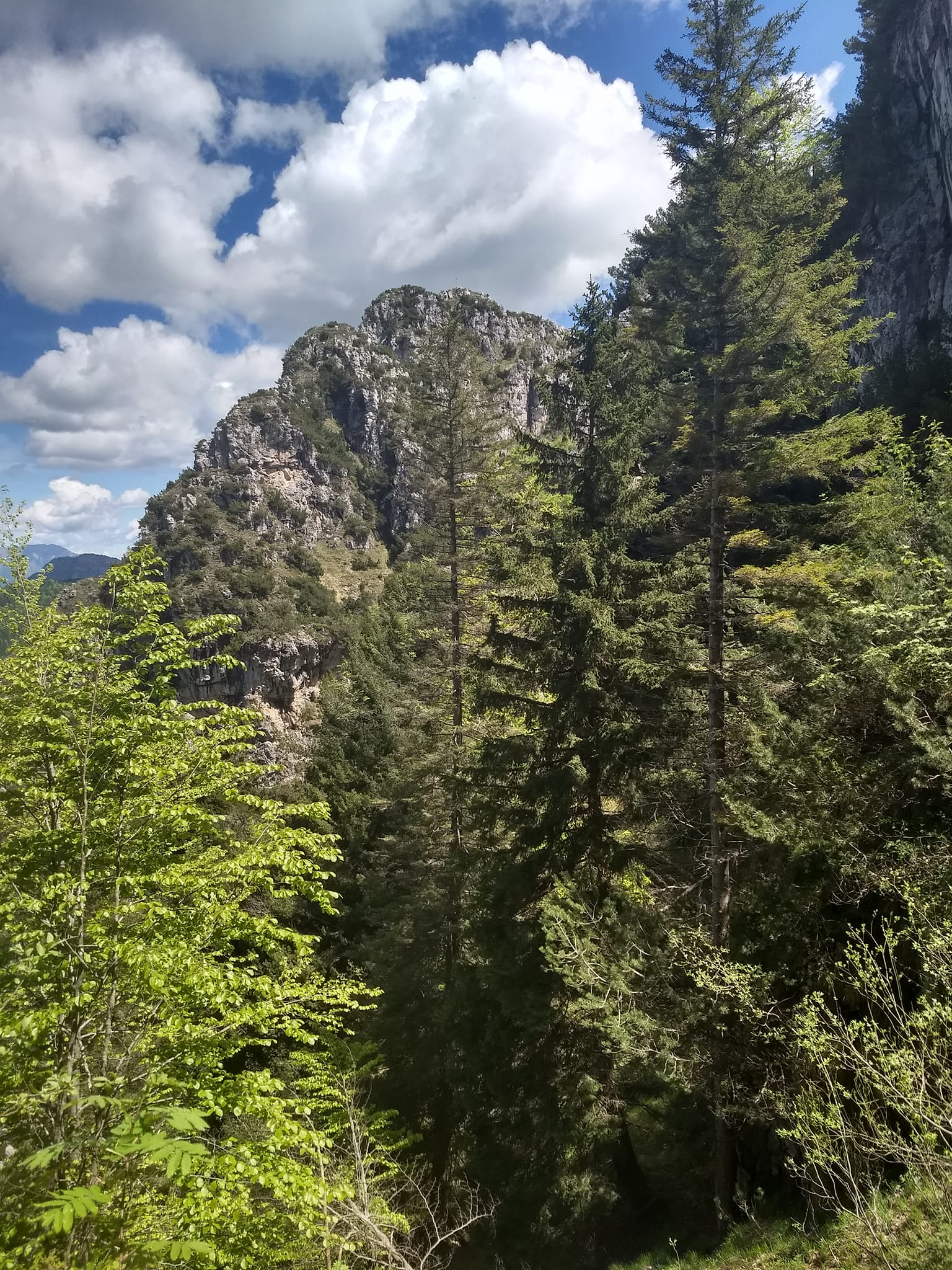
Il monte Cingla ripreso dal versante ovest del monte Bezplel
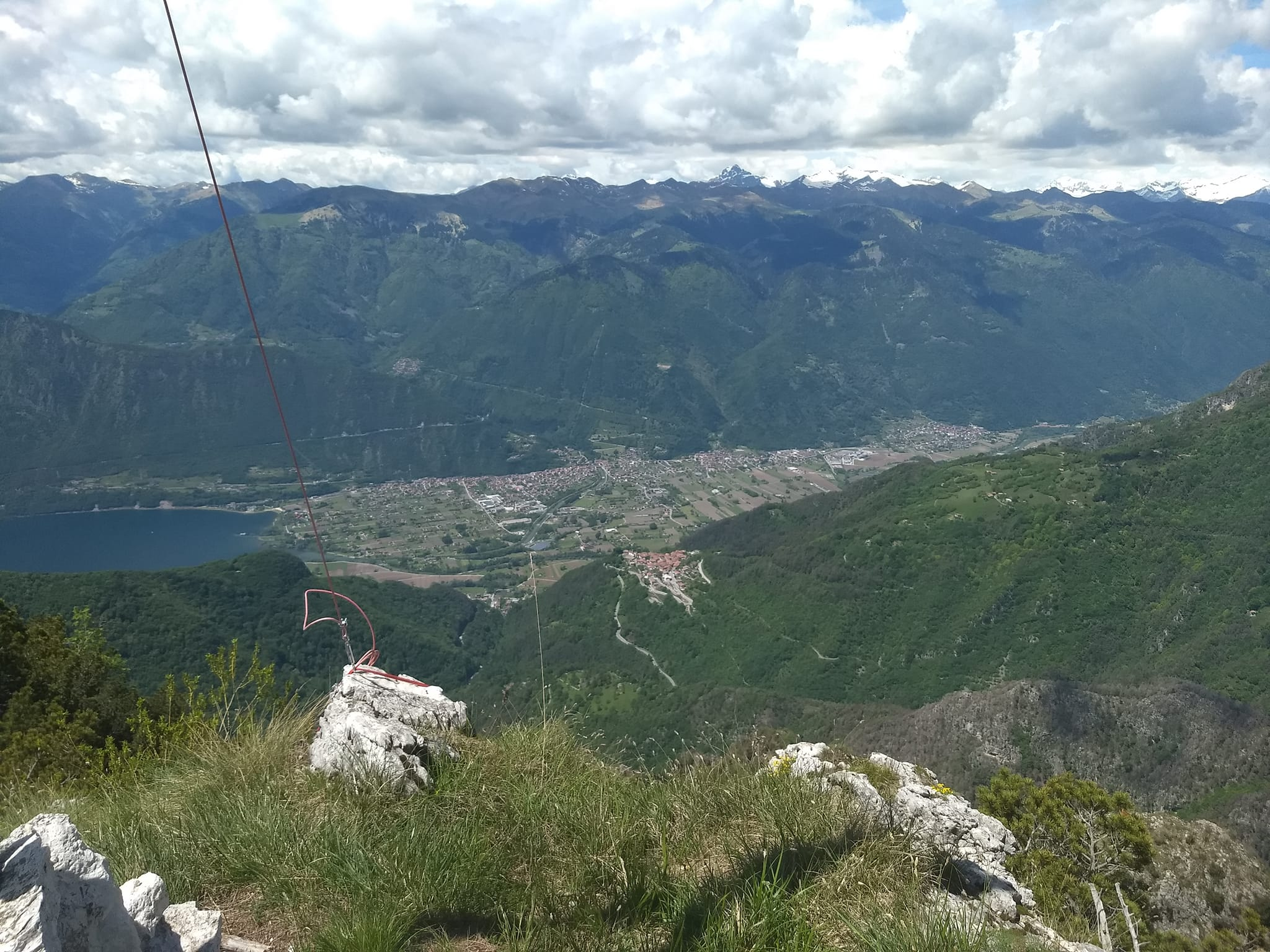
Vista dal monte Cingla, la Valle del Chiese